# Peyritschiella curvata
Peyritschiella curvata är en svampart som beskrevs av Thaxt. 1890. Peyritschiella curvata ingår i släktet Peyritschiella och familjen Laboulbeniaceae.   Inga underarter finns listade i Catalogue of Life.